# Marco Ilaimaharitra
Marco Ilaimaharitra (Mulhouse, 26 luglio 1995) è un calciatore malgascio con cittadinanza francese, centrocampista o difensore dello Standard Liegi.

## Carriera

### Nazionale
Ha giocato nelle nazionali giovanili francesi Under-19 ed Under-20.
L'11 novembre 2017 ha esordito con la nazionale del Madagascar nella partita contro le Comore.